# Natação na Universíada de Verão de 1961
A natação na Universíada de Verão de 1961 foi disputada em Sófia, na Bulgária.

## Medalhistas

### Masculino
| Evento                  | Ouro                 | Ouro             | Prata                  | Prata            | Bronze                  | Bronze           |
| Nado crawl/livre        | Nado crawl/livre     | Nado crawl/livre | Nado crawl/livre       | Nado crawl/livre | Nado crawl/livre        | Nado crawl/livre |
| ----------------------- | -------------------- | ---------------- | ---------------------- | ---------------- | ----------------------- | ---------------- |
| 100m                    | JPN Keigo Shimizu    | 57s4             | POL Andrzej Salamon    | 57s6             | JPN Kiyoshi Fukui       | 57s9             |
| 400m                    | JPN Tatsuo Fujimoto  | 4m30s9           | RSA Murray McLachlan   | 4m32s3           | JPN Matsuki Tomashiro   | 4m35s1           |
| 1500m                   | RSA Murray McLachlan | 18m19s8          | JPN Matsuki Tomashiro  | 18m21s6          | JPN Tatsuo Fujimoto     | 18m23s1          |
| Nado costas             |                      |                  |                        |                  |                         |                  |
| 100m                    | JPN Shigeo Fukushima | 1m05s3           | URS Vsevolod Tarasov   | 1m05s8           | TCH Vlastimil Kreek     | 1m05s9           |
| Nado bruços/peito       |                      |                  |                        |                  |                         |                  |
| 200m                    | URS Yuriy Funikov    | 2m41s4           | JPN Yoshiaki Shikiishi | 2m41s5           | FRG Hans-Joachim Tröger | 2m43s2           |
| Nado mariposa/borboleta |                      |                  |                        |                  |                         |                  |
| 200m                    | JPN Haruo Yoshimuta  | 2m20s2           | URS Grigoriy Kiselyov  | 2m25s5           | FRG Hermann Lotter      | 2m28s8           |
| Estafetas/revezamento   |                      |                  |                        |                  |                         |                  |
| 4x100m livre            | JPN Japão            | 3m48s7           | URS União Soviética    | 3m57s2           | HUN Hungria             | 3m58s1           |
| 4x100m medley           | JPN Japão            | 4m17s1           | TCH Checoslováquia     | 4m18s5           | URS União Soviética     | 4m21s4           |

### Feminino
| Evento                  | Ouro                   | Ouro             | Prata                            | Prata            | Bronze               | Bronze           |
| Nado crawl/livre        | Nado crawl/livre       | Nado crawl/livre | Nado crawl/livre                 | Nado crawl/livre | Nado crawl/livre     | Nado crawl/livre |
| ----------------------- | ---------------------- | ---------------- | -------------------------------- | ---------------- | -------------------- | ---------------- |
| 100m                    | SWE Anna Karin Larsson | 1m07s6           | YUG Hilda Zeier                  | 1m07s7           | TCH Anna Ragasová    | 1m08s1           |
| 400m                    | YUG Hilda Zeier        | 5m14s4           | POL Hilda-Danuta Zachariasiewicz | 5m38s0           | TCH Ludmila Kottková | 5m45s1           |
| Nado costas             |                        |                  |                                  |                  |                      |                  |
| 100m                    | URS Larisa Viktorova   | 1m13s6           | HUN Magdolna Dávid               | 1m16s1           | ROM Maria Both       | 1m16s7           |
| Nado bruços/peito       |                        |                  |                                  |                  |                      |                  |
| 200m                    | ROM Sanda Iordan       | 2m59s6           | GBR Christine Gosden             | 3m00s8           | URS Alla Kovalenko   | 3m01s2           |
| Nado mariposa/borboleta |                        |                  |                                  |                  |                      |                  |
| 100m                    | URS Valentina Pozdnyak | 1m13s8           | URS Yelena Antonova              | 1m16s0           |                      |                  |
| 100m                    | URS Valentina Pozdnyak | 1m13s8           | SWE Anna Karin Larsson           | 1m16s0           |                      |                  |
| Estafetas/revezamento   |                        |                  |                                  |                  |                      |                  |
| 4x100m livre            | URS União Soviética    | 4m39s5           | TCH Checoslováquia               | 4m41s2           | POL Polônia          | 4m52s2           |
| 4x100m medley           | URS União Soviética    | 5m04s5           | ROM Romênia                      | 5m12s2           | TCH Checoslováquia   | 5m15s7           |

## Quadro de medalhas
| Ordem | País                   | Medalha de ouro | Medalha de prata | Medalha de bronze |    |
| ----- | ---------------------- | --------------- | ---------------- | ----------------- | -- |
| 1     | JPN Japão              | 6               | 2                | 3                 | 11 |
| 2     | URS União Soviética    | 5               | 4                | 2                 | 11 |
| 3     | ROM Romênia            | 1               | 1                | 1                 | 3  |
| 4     | RSA África do Sul      | 1               | 1                |                   | 2  |
| 5     | YUG Iugoslávia         | 1               | 1                |                   | 2  |
| 6     | SWE Suécia             | 1               | 1                |                   | 2  |
| 7     | TCH Checoslováquia     |                 | 2                | 4                 | 6  |
| 8     | POL Polônia            |                 | 2                | 1                 | 3  |
| 9     | HUN Hungria            |                 | 1                | 1                 | 2  |
| 10    | GBR Grã-Bretanha       |                 | 1                |                   | 1  |
| 11    | FRG Alemanha Ocidental |                 |                  | 2                 | 2  |
| TOTAL | TOTAL                  | 15              | 16               | 14                | 45 |